# 竹中宏
竹中 宏（たけなか ひろし、1940年9月6日 - ）は、京都府京都市伏見区出身の俳人。

## 人物
1940年9月京都府に生まれる。京都大学文学部卒業。京都大学では第三次京大俳句会の復興に尽力した。京都大学卒業後、倉敷レイヨンに勤務。その後、大阪府立高等学校の教員となる。1958年、中村草田男に師事し、「萬緑」同人。1987年、「萬緑」を退会。1988年、「翔臨」を創刊・主宰。言語そのものをオブジェとする造型を基盤に多様な作品を展開（『現代俳句集成』紹介文より）。中田剛は「伝統を踏まえながら雅にも俗にもつかぬ複眼のダイナミズムと永遠の未完結性のうちに独自の俳諧をさぐる」と評している（『現代俳句大事典』「竹中宏」）。句集に『饕餮』（1984年）、『アナモルフォーズ』（2003年）がある。